# Centerbe
Il centerbe, o centerba, è un liquore aromatico tipico abruzzese ottenuto per infusione di erbe aromatiche e officinali montane. Il nome (Amaro Centerbe, Centerbe, Centerba, Antico Centerbe, Rosolio Centerbe) è usato per indicare vari liquori (con ricetta equivalente o simile) di produzione sia commerciale sia artigianale. È stato inventato dal farmacista Beniamino Toro, abruzzese di Tocco da Casauria. Il centerbe fa parte dei Prodotti agroalimentari tradizionali abruzzesi.

## Descrizione, storia ed etimologia
Si tratta di un liquore dall'alta gradazione alcolica (70° vol) ricavato dalla infusione di erbe mediche (cento erbe). Inventato dal farmacista Beniamino Toro, abruzzese di Tocco da Casauria, prima utilizzato come medicamento contro la peste, venne poi bevuto come liquore.
Il nome centerbe, con le varianti centerba e cianterba, deriva da "cento erbe" in riferimento ai cento tipi di piante che sarebbero utilizzate nella preparazione tradizionale. Si riferirebbe, originariamente, ad una bevanda alcolica prodotta – a partire dal XIII secolo fino al XVII secolo – all'abbazia di San Clemente a Casauria. Il liquore divenne particolarmente noto in tutto l'Abruzzo durante il dominio della famiglia aquilana dei Branconio che, successivamente, lo esportarono anche a Roma.
Il liquore raggiunge, ma può anche superare, la gradazione alcolica di 70% vol.; viene sovente utilizzato anche come "correttivo" al caffè e in pasticceria
Il cantautore italiano Max Manfredi ha dedicato una canzone al liquore chiamata proprio "centerbe".